# Bạch Hải Đường
Bạch Hải Đường (1950–1983, tên thật là Nguyễn Ngọc Truyện) quê ở tỉnh Long Xuyên (nay là tỉnh An Giang) là một trong những nhân vật nổi danh nhất ở miền Nam Việt Nam vào những năm 1970–1982 với biệt tài "siêu trộm". Cuộc đời của Bạch Hải Đường trải qua hai chế độ Việt Nam Cộng hòa và Cộng hòa xã hội chủ nghĩa Việt Nam.

## Biệt danh
Trước năm 1975, Nguyễn Ngọc Truyện thực hiện nhiều vụ đột nhập để trộm tài sản nhà giàu, quan chức chế độ Sài Gòn, chuyên gia, cố vấn nước ngoài ở vùng thị xã Long Xuyên (thuộc tỉnh An Giang) và được mệnh danh là "siêu trộm". Nguyên đại úy Nguyễn Văn Triệu, Phó chỉ huy cảnh sát thị xã Long Xuyên dưới chính quyền Sài Gòn, đã ra lệnh truy nã Truyện với cái tên "Bạch Hải Đường". Từ đó cái tên này trở thành biệt danh gắn liền với Nguyễn Ngọc Truyện.

## Hoạt động
Sau năm 1975, Bạch Hải Đường và gia đình thuê nhà sống tại hẻm Ba Lâu, nay là đường Thoại Ngọc Hầu, phường Mỹ Long, thị xã Long Xuyên. Khoảng đầu năm 1980, xảy ra một vụ cướp vàng ở vùng biên giới thuộc huyện Châu Đốc, tỉnh An Giang. Theo mô tả của chủ tiệm vàng, toán cướp có một người rất giống Bạch Hải Đường. Nguồn tin mật cho biết toán cướp sẽ về hẻm Ba Lâu ăn mừng. Hồi đó, khu vực quanh hẻm Ba Lâu là những dãy nhà ổ chuột lụp xụp, bên dưới sông nước lầy lội, trên là nhà sàn, phía sau thông ra đầm đầy lau sậy. Lực lượng vây bắt gồm hai tổ, tổ 1 trực tiếp xông vào bắt Bạch Hải Đường, tổ 2 mai phục ở ngoài đường Thoại Ngọc Hầu để đón đầu nếu có người chạy thoát ra ngoài.
Khoảng 19 giờ ngày 22 tháng 3 năm 1980, tổ 1 xông vào căn nhà nơi nghi có Bạch Hải Đường ăn mừng. Bạch Hải Đường bị trúng 3 phát đạn vào đùi phải, nhưng vẫn thoát xuống dòng nước bên dưới nhà rồi ra phía đường Thoại Ngọc Hầu. Tại đây, tổ 2 ập vào nhưng Bạch Hải Đường đã chạy được vào hẻm Mừng Ký bên kia đường. Tổ 1 chạy bọc vòng ra sau hẻm Mừng Ký đón đầu, còn tổ 2 đuổi theo áp sát từ phía sau. Bị dồn vào giữa, Bạch Hải Đường cuối cùng cũng bị khống chế và bị đưa về thị đội Long Xuyên ngay trong đêm đó. Người dân nghe tin đến xem chật kín, thấy Bạch Hải Đường dính đầy bùn đất, đùi bê bết máu. Sau đó, Bạch Hải Đường được chuyển sang nhà giam của Công an thị xã Long Xuyên.
Tại phòng giam của Công an thị xã Long Xuyên, Bạch Hải Đường nằm lết một chỗ do vết thương ở chân. Tuy nhiên, Bạch Hải Đường vẫn cùng các phạm nhân khác trong phòng giam khoét mỏng dần bờ tường nhà giam. Vào một đêm giữa tháng 5 năm 1980, Bạch Hải Đường đã cùng 4 phạm nhân khác đẩy vỡ bức tường nhà giam để thoát ra ngoài.
Tháng 7 năm 1980, có một nguồn tin trinh sát báo về Bạch Hải Đường đang ở tại nhà vợ ở một vùng sâu thuộc tỉnh Sóc Trăng. Tại đây, Bạch Hải Đường luôn ở trong nhà, chỉ lúc nào cần lắm mới ra ngoài. Nghiên cứu kỹ, tổ công tác quyết định dùng một người, vốn ở cùng buồng giam và cùng vượt ngục với Bạch Hải Đường, nhưng đã bị bắt lại và nay hợp tác với công an, để dụ Bạch Hải Đường ra ngoài.
Khoảng 15 giờ ngày 25 tháng 7 năm 1980, người được công an cử đi dụ đã đến nhà và rủ Bạch Hải Đường ra quán nhậu nói chuyện, Bạch Hải Đường không mảy may nghi ngờ và đi ngay. Trong lúc cả hai đang say sưa ở quán nhậu thì hai cán bộ công an ập vào. Bạch Hải Đường chạy vào phía trong bếp quán thì bị một cán bộ công an lao tới ôm từ đằng sau. Người cán bộ công an còn lại bắn 4 phát đạn trúng đùi trái khiến Bạch Hải Đường gục xuống.
Tại các lần hỏi cung và lấy lời khai sau khi bị bắt lần thứ hai, Bạch Hải Đường không thừa nhận bất cứ vụ giết người nào, chỉ thừa nhận đã thực hiện rất nhiều vụ trộm với số lượng tài sản không nhớ được, và chỉ gây ra một vụ cướp.
Những vết đạn đã làm sức khỏe Bạch Hải Đường suy giảm nhanh chóng. Cùng với việc tái phát các căn bệnh như đau dạ dày và viêm gan, và mắc chứng kiết lị khiến Bạch Hải Đường không gượng nổi. Ngày 13 tháng 7 năm 1983, tại bệnh xá của trại giam, Bạch Hải Đường đã trút hơi thở cuối cùng mà chưa được đưa ra xét xử.

## Giai thoại
Bạch Hải Đường được biết đến với tuổi thơ cơ cực, khốn khổ và có một tấm lòng chính nghĩa, chuyên lấy trộm của người giàu, thân nhân của quan chức thân Mỹ... để chia cho những người cơ cực. Giai thoại kể rằng Bạch Hải Đường chuyên đi ăn trộm nhưng chưa từng giết người, mà chỉ là những kẻ giả danh Bạch Hải Đường làm điều đó.
Xung quanh cuộc đời của Bạch Hải Đường có rất nhiều giai thoại, thậm chí được thổi phồng, thêu dệt, về sự giỏi võ, sự xuất quỷ nhập thần khi đi ăn trộm, cũng như biệt tài tự tháo còng tay – chân, đào tẩu khỏi trại giam, và thậm chí là câu nói "Bạch Hải Đường sinh ra không phải để ở tù" cũng được cho là của người này.
Bạch Hải Đường cũng nổi danh là người có rất nhiều hình xăm trên người. Giữa ngực của Bạch Hải Đường có xăm hình Phật Thích Ca. Hình này cho thấy Bạch Hải Đường mộ đạo Phật. Cũng có lẽ vì nghe lời Phật dạy nên Bạch Hải Đường chỉ trộm cắp, cướp giật lấy tài sản chứ không giết người. Phía trên hình xăm Phật Thích Ca là dòng chữ Phụ mẫu tri ân. Trên bắp chân của Bạch Hải Đường có dòng chữ Xa quê hương nhớ mẹ hiền. Trên cánh tay trái xăm chữ Kiếp giang hồ tìm bạn bốn phương, còn tay phải là Tạo hóa ơi bao giờ con hết khổ. Ở bụng dưới là hình một cô gái lõa thể và dòng chữ Thương người chung thủy – hận kẻ bạc tình. Dòng chữ này khiến nhiều người liên tưởng đến giai thoại Bạch Hải Đường có nhiều mối tình trong giang hồ.
Cuộc đời của Bạch Hải Đường được dựng lên thành nhiều bộ phim và đặc biệt là qua sân khấu cải lương. Xin đừng nhầm lẫn. Tuồng cải lương Tướng Cướp Bạch Hải Đường được viết dựa vào chuyện của Hồng Kông vào thập niên 1950 và đã diễn từ thập niên 1960, và biệt danh Bạch Hải Đường của Nguyễn Ngọc Truyện được cảnh sát Việt Nam Cộng hòa lấy từ vở diễn này. Việc Bạch Hải Đường bị tạm giam từ năm 1980 đến khi qua đời năm 1983 mà chưa được đưa ra xét xử và chưa bị tòa án luận tội cũng khiến cho các giai thoại về Bạch Hải Đường được tô vẽ và thêu dệt mà không thể kiểm chứng.
Bộ phim truyền hình "Giữa hai bờ thiện ác" do Đài Phát thanh – Truyền hình Vĩnh Long sản xuất, được phỏng theo những giai thoại của tướng cướp Bạch Hải Đường (do nam Diễn Viên Hiếu Nguyễn thủ vai).

## Nhận xét
| “                                       | Bạch Hải Đường tức Nguyễn Ngọc Truyện sự thật chỉ là một tên "đá xế nóng", tức ăn trộm xe ngoài đường, nâng lên một bậc tới tên trèo tường khoét vách, tức "nhập nha" lấy trộm tài sản. Vụ cướp cuối đời là vụ "ăn may" 100 cây vàng vì có người chỉ điểm là tên Hùng "râu", mục tiêu cướp lại là chiếc ghe neo đậu trên sông có một người đàn ông và ba phụ nữ yếu đuối. Do Đại úy Nguyễn Văn Triệu, Phó chỉ huy cảnh sát Thị xã Long Xuyên, tức khí vì bị Nguyễn Ngọc Truyện (lúc đó chưa nổi tiếng và [chưa] mang biệt danh Bạch Hải Đường) đột nhập vào nhà lấy tài sản mà bắt mãi không được nên phát lệnh tầm nã nhờ các báo Sài Gòn lúc đó đăng với biệt danh là Bạch Hải Đường và nâng hắn lên thành "tướng cướp". Có lẽ, Đại úy Triệu cũng muốn vớt vát lại danh dự vì một tướng cướp sẽ khó đối phó hơn là là một tên ăn trộm vặt. | ” |
| — Võ Thu Sơn, Báo điện tử Người Đưa Tin | |   |

## Trong văn hóa
Năm 1994, câu chuyện về Bạch Hải Đường được dựng thành phim video với nhiều tình tiết hư cấu, với tựa đề Hải Đường Trắng của đạo diễn Châu Huế, diễn viên Lê Tuấn Anh đóng vai Bạch Hải Đường.